# Kaluđerovac (jezero)
Kaluđerovac je jezero u Nacionalnom parku Plitvička jezera, pripada u skupinu Donjih jezera.

## Opis
Nalazi se na nadmorskoj visini od 505 metara. Površine je 2,1 hektar. Najveća dubina je 13 metara. Njegova dužina iznosi 225 m uz širinu od 70 do 100 m.
Jezero Kaluđerovac smješteno je neposredno nizvodno Velikih Kaskada, te je jedno od većih Donjih jezera. Desno iznad jezera izdiže se više od 40 metara visoka stijena, te su tamo neka lijepa promatračka mjesta. U jezeru ima dosta ribe.
Voda iz Kaluđerovca se prelijeva preko 2 metra visoke sedrene barijere preko koje vodi šetnica u niže i omanje jezero Novakovića Brod.
Kaluđerovac je dobilo svoje ime od riječi Kaluđer - govorilo se da je neki kaluđer pustinjak živio u špilji iznad jezera.
| Šetnica preko sedrene barijere |  | Šetnica preko sedrene barijere |
| Šetnica preko sedrene barijere |  | Pogled na jezero               |